# Val Vousden
Val Vousden (né Bill MacNevin le 29 janvier 1885 et mort le 6 juin 1951) est un acteur, poète et dramaturge irlandais,.

## Biographie

### Enfance et famille
Val Vousden est né William Francis Maher MacNevin le 29 janvier 1885 sur College Street à Carlow. Sa mère, Eliza Maher, est enseignante à l'école nationale St Joseph. Il a fait ses débuts sur scène en 1891 en tant que Tiny Tim dans A Christmas Carol au Carlow Town Hall, et apparaît ensuite dans de petites productions sous la direction de Julia Kelly. Il fait ses études à la Christian Brothers National School et au Mungret College de Limerick, avant de rejoindre les Royal Engineers en tant que clerc en 1904. Il quitte les Engineers en 1905, étant réformé pour raisons médicales. Il rejoint ensuite une troupe de théâtre qui fait une tournée en Irlande et en Angleterre sous le nom de Bartley Hynes. Il revient à Carlow en 1910 pour apparaître dans Penny Readings au Deighton Hall sur Burrin Street. Il produit ensuite un sketch, Art and Laughter, à la mairie. Il part à nouveau en tournée avec Carrickford Repertory Company jusqu'en 1914. Vousden rejoint l'armée en 1914 au début de la Première Guerre mondiale, servant en France et atteignant le grade de sergent-major au sein du Welsh Regiment.
Il épouse une autre actrice, Pearl O'Donnell; le couple a trois filles, Sheila, Mona et Patricia.

### Carrière d'acteur
De retour en Irlande, il rejoint la compagnie de Roberto Lena à Newbridge, puis joue pendant une saison avec les Queens à Dublin, lors de laquelle il utilise le nom de scène Val Vousden, d'après l'artiste irlandais du XIXe siècle Valentine Vousden. Pendant les trois années suivantes, il est avec la O'Brien and Ireland Company, travaillant avec May Craig et Peadar Kearney. Après l'avènement de la radio en Irlande, Vousden présente le premier spectacle de divertissement léger, contribuant régulièrement à la radio irlandaise jusqu'à sa mort. Il donne des cours d'élocution dans plusieurs écoles et collèges. Il écrit un certain nombre de pièces de théâtre, de sketches et de poèmes publiés dans un volume intitulé Recitations, Monologues, Character Sketches and Plays, et écrit son autobiographie, Val Vousden's Caravan. Vousden joue régulièrement dans le cadre des Abbey Players au Abbey Theatre. Il joue dans un certain nombre de films, dont Irish Destiny (1926), Captain Boycott (1947), Odd Man Out (1947) et Uncle Nick.

### Fin de vie et héritage
Vousden meurt le 6 juin 1951 à l'hôpital Clonskea de Dublin et a été enterré au cimetière de Glasnevin. Le 50e anniversaire de sa mort est célébré le 9 juin 2004 à la bibliothèque du comté de Carlow.